# Dimitar Isaev
Dimitar Isaev (Sofia, 7 oktober 1998) is een internationaal schoonspringer uit Bulgarije. 
Isaev begon met duiken op achtjarige leeftijd. Hij vertegenwoordigde het Bulgaarse nationale team op de Europese Spelen in Bakoe in 2015, waar hij 22e werd op de 3 meter plank, 11e op de 10 meter plank en 6e op de 3 meter synchro, samen met zijn teamgenoot Koyashkil Bogomil.
Op de Europese Kampioenschappen Schoonspringen in Kiev in 2017 nam hij deel aan de 1 meter plank, waar hij 28e werd, en aan de 10 meter plank, waar hij 18e werd.
Op het Europees Schoonspringen in Kiev in 2019 werd hij 20e op de 1 meter plank en 30e op de 3 meter plank.